# Монтегю-Дуглас-Скотт, Шарлотта
Шарло́тта Монтегю́-Ду́глас-Ско́тт, герцогиня Ба́клю и Куи́нсберри (англ. Charlotte Montagu Douglas Scott, Duchess of Buccleuch and Queensberry), в девичестве Тинн (англ. Thynne; 10 апреля 1811, Лонглит — 18 марта 1895, Диттон-парк) — британская аристократка, дочь Томаса Тинна, 2-го маркиза Бат, супруга Уолтера Монтегю-Дуглас-Скотта, 5-го герцога Баклю. Близкая подруга и правительница гардеробной королевы Виктории.

## Биография
Леди Шарлотта Анна Тинн родилась 10 апреля в Лонглите, Уилтшир, Англия. Отец — Томас Тинн, 2-й маркиз Бат, мать — достопочтенная Изабелла Элизабет Бинг, дочь Джорджа Бинга, 4-го виконта Торрингтона. Стала младшей дочерью в семье и десятым ребёнком.
13 марта 1829 года Шарлотта вышла замуж за Уолтера Монтегю-Дуглас-Скотта в церкви Святого Георга на Ганновер-сквер в Лондоне. В возрасте 13 лет Уолтер унаследовал от отца титулы 5-го герцога Баклю и 7-го герцога Куинсберри. Согласно журналу The Lady's Realm будущие супруги впервые встретились в доме невесты. После первой встречи молодой герцог попросил руку Шарлотты у её отца. В семье родится семеро детей.

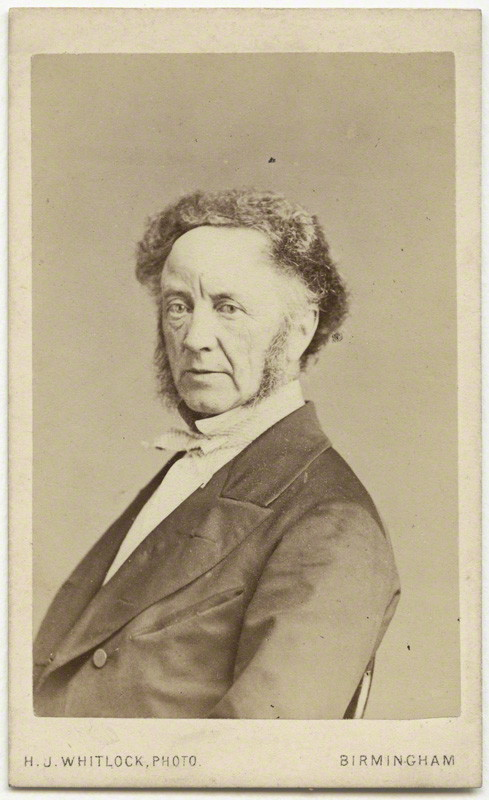
Уолтер Монтегю-Дуглас-Скотт, 5-й герцог Баклю в 1860 году

В 1841 году герцогиня Баклю была назначена правительницей гардеробной королевы Виктории вместо Гарриет, герцогини Сазерленд. Новый премьер-министр Роберт Пиль лично выбрал Шарлотту для этой должности. Эту должность будет позже занимать невестка Шарлотты Луиза Гамильтон. Герцог Баклю был убежденным консерватором и занимал пост лорда-хранителя Малой печати в правительстве Пила с 1842 по 1846 год. Герцогиня стала близкой подругой королевы Виктории до конца жизни. Королева считала Шарлотту «приятной и умной женщиной». В 1842 году королева Виктория собиралась посетить Шотландию и герцогиня Баклю лично просвещала монарха об этом регионе. Герцог и герцогиня сопровождали королеву Викторию и её мужа принца Альберта в Далкит. Историк Алекс Тиррел писал, что она «консолидировала консервативное влияние на королевскую семью и запрещала другим фрейлинам вспоминать в присутствии королевы о спальном кризисе». Виктория стала крёстной матерью дочери герцогини леди Виктории Александрины, крещение которой состоялось в апреле 1845 года, и которая получила первое имя в честь королевы. В 1847 году художник Роберт Торбурн написал портрет Шарлотты вместе с дочерью Викторией. Этот портрет герцогиня подарила королеве, и сейчас он хранится в Королевской коллекции британских монархов.
Герцогиня Баклю оставила свой пост правительницы гардеробной в 1846 году, передав его герцогине Сазерленд. От королевы Виктории Шарлотта получила орден Виктории и Альберта, 3-го класса.
Шарлотта принадлежала к Высокой церкви, и находилась под религиозным влиянием своего брата лорда Джона Тинна, который был каноником в Вестминстерском аббатстве. На личные средства супруги построили церковь Святой Богородицы в Далките. В 1860 году герцогиня перешла в католическую веру, находясь под сильным влиянием Сесил, маркизы Лотиан, которая также была католичкой. Обе женщины занимались благотворительной деятельностью в Шотландии. Брат Шарлотты Чарльз также сменил религию на католичество.
Среди увлечений герцогини были садоводство и ведение хозяйства, она с большим удовольствием занималась садом замка Драмлэнриг, одной из резиденций семьи мужа. Супруг, герцог Баклю, умер в апреле 1884 года. Вдовствующая герцогиня переехала в Диттон-парк, Слау, Беркшир. 3 марта 1895 года умер третий сын Шарлоты Уолтер. Его смерть сильно ударила по здоровью старой женщины. Она умерла через 25 дней после смерти сына. Журнал The Lady's Realm писал, что она «так и не смогла оправиться от утраты любимого сына». Похоронена во дворце Далкит. До конца дней она поддерживала связь с религиозной общиной Слуг Божьей Матери.

## Дети
От брака с Уолтером Монтегю-Дуглас-Скоттом, 5-м герцогом Баклю и 7-м герцогом Куинсберри родилось семеро детей:
- Уильям (1831—1914) — 6-й герцог Баклю и 8-й герцог Куинсберри, женился на леди Луизе Гамильтон[англ.], имели восьмерых детей. Среди его потомков — Сара, герцогиня Йоркская и Алиса, герцогиня Глостерская.
- Генри[англ.] (1832—1905) — с 1885 года — барон Монтегю из Болье, женился на леди Сесили Сьюзан Стюарт-Вортли, имели двух дочерей и сына;
- Уолтер (1834—1895) — женился на Анне Марии Кредок-Хартоп, имели четверых детей;
- Чарльз[англ.] (1839—1911) — служил на военно-морском флоте, женился на Аде Мэри Райан, имели двух сыновей;
- Виктория Александрина (1844—1938) — была замужем дважды: первым — за Шомбергом Керром, 9-м маркизом Лотианом, имели девять детей, вторым за Бертрамом Четвинд-Талботом, детей не было;
- Маргарет Элизабет (1846—1918) — вышла замуж за Дональда Кемерона[англ.], четверо детей;
- Мэри Шарлотта (1851—1908) — супруга Уолтера Рудольфа Трефусиса, имели пятерых детей.